# Bretzwil
Bretzwil es una comuna suiza del cantón de Basilea-Campiña, situada en el distrito de Waldenburg. Limita al norte con la comuna de Seewen (SO), al este con Reigoldswil, al sureste y sur con Lauwil, y al oeste con Nunningen (SO).